# David Causier
David „Dave“ Causier (* 2. Juni 1973) ist ein englischer English-Billiards-Spieler, der seit Mitte der 1990er-Jahre Profispieler ist. Seitdem gewann der mehrfache Führende der Weltrangliste zahlreiche Profiturniere, darunter sieben Mal die English-Billiards-Weltmeisterschaft.

## Karriere
Causier gehört zu einer Gruppe von Spitzenspielern, deren English Billiards in derselben Juniorenliga im Teesside geprägt wurde. Zum Ende der 1980er hin war Causier bereits einer der führenden Juniorenspieler Englands. Verlor er 1989 noch das Finale der U16-Meisterschaft, siegte er 1991 im U19-Format. Das dortige Endspiel gewann er gegen Lee Lagan, seinen (damaligen oder wenig späteren) Trainingspartner. Zwischen 1992 und 1995 konnte Causier schließlich bei vier Finalteilnahmen drei Mal die English Amateur Billiards Championship gewinnen, die englische Meisterschaft. Daneben gewann der zu dieser Zeit in Scarborough spielende Causier mit mehreren Vereinsfreunden 1995 die englische Team-Meisterschaft. Im selben Jahr wurde er Profispieler. In seiner ersten Saison hatte er direkt viel Erfolg und wurde zum Saisonende bereits auf Platz 11 der Weltrangliste geführt. Binnen der nächsten drei Spielzeiten schaffte er es auf Platz 3 der Weltrangliste. Zu dieser Zeit erreichte er bereits regelmäßig die Endspiele professioneller Turniere, die durchaus auch mit Turniersiegen verbunden waren. Zu seinen größten Erfolgen jener Zeit gehörte die Finalteilnahme bei der English-Billiards-Weltmeisterschaft 2004, wo er aber gegen Mike Russell verlor. Nichtsdestotrotz war er in dieser Zeit fester Bestandteil der Weltspitze.
Mitte der 2000er-Jahre zog sich Causier aus der Weltspitze zurück. Erst Ende der 2000er-Jahre wurde er wieder aktiver auf dem Profizirkus. In den 2010ern gelang ihm recht bald die Rückkehr in die Weltspitze. Obwohl er seine Turnierteilnahmen weitgehend auf in England ausgetragene Events beschränkte, gewann er zahlreiche Profiturniere, darunter siebenmal die English-Billiards-Weltmeisterschaft. Vier weitere Male wurde er Vize-Weltmeister. Dank seiner Erfolge führte er auch zeitweise die English-Billiards-Weltrangliste an.
2001 heiratete er in North Ormesby, Middlesbrough, seine Freundin Susan Foster. Die beiden sind vierfache Eltern. Neben dem professionellen English Billiards verdient Causier sein Geld als Restaurant- bzw. Pubmanager. Diese Arbeit ist Causiers eigentlicher Hauptberuf, das English Billiards sei mehr eine Art Hobby. Er lebt in Middlesbrough.

## Spielweise
Causiers Spielstil gilt als „sehr anschauenswert“. Er zeichnet sich durch eine hohe Geschwindigkeit und eine große Vielseitigkeit aus. So beherrscht er sowohl offene Spielsituationen als auch Stoßfolgen auf eng begrenztem Raum sehr gut. Ebenso gut ist er beim Lösen schwerer Spielsituationen. Außerdem erzielt Causier regelmäßig hohe Breaks. Insgesamt fünfmal schaffte er bei professionellen Turnieren mit einer Aufnahme mehr als 700 Punkte, die 1000er-Marke durchbrach er aber nur im Training. Ferner gilt er als der Spieler mit den meisten gespielten Century Breaks (100 oder mehr Punkte mit einer Aufnahme).

## Erfolge
Causier feierte in seiner Karriere zahlreiche Erfolge. Eine Übersicht über die bekannten Finalteilnahmen befindet sich aus Gründen der Übersichtlichkeit auf dieser Seite. Die folgende Tabelle zeigt Causiers WM-Finalteilnahmen.
| Ausgang | Jahr | Turnier                                       | Finalgegner     | Ergebnis  |
| ------- | ---- | --------------------------------------------- | --------------- | --------- |
| Zweiter | 2004 | English-Billiards-Weltmeisterschaft           | Mike Russell    | 1349:2402 |
| Zweiter | 2011 | English-Billiards-Weltmeisterschaft           | Mike Russell    | 558:1500  |
| Sieger  | 2013 | English-Billiards-Weltmeisterschaft (Punkte)  | Alok Kumar      | 6:1       |
| Zweiter | 2013 | English-Billiards-Weltmeisterschaft (Long-Up) | Peter Gilchrist | 1085:1500 |
| Sieger  | 2015 | English-Billiards-Weltmeisterschaft (Punkte)  | Robert Hall     | 6:1       |
| Sieger  | 2015 | English-Billiards-Weltmeisterschaft (Long-Up) | Peter Gilchrist | 1501:1277 |
| Sieger  | 2016 | English-Billiards-Weltmeisterschaft (Punkte)  | Dhruv Sitwala   | 8:6       |
| Zweiter | 2016 | English-Billiards-Weltmeisterschaft (Long-Up) | Mike Russell    | 1115:2224 |
| Sieger  | 2017 | English-Billiards-Weltmeisterschaft (Punkte)  | Sourav Kothari  | 8:4       |
| Sieger  | 2017 | English-Billiards-Weltmeisterschaft (Long-Up) | Peter Gilchrist | 1500:779  |
| Sieger  | 2022 | English-Billiards-Weltmeisterschaft (Zeit)    | Peter Gilchrist | 1776:1092 |
| Zweiter | 2023 | English-Billiards-Weltmeisterschaft (Zeit)    | Peter Gilchrist | 783:1824  |